# Сима (рід)
Сима (кит.: 司馬) — стародавній китайській рід, що у 265—420 роках володарював над імперією Цзінь. Відомий з IX ст. до н. е., припинивши існування до середини V ст. н. е.

## Історія

### Рання діяльність
За родинними переказами рід Сима був нащадком Чжучжуна (сина Чжуань-сюя), служили сягуанями («літніми командувачами») під час правління міфічних імператорів Яо та Шунь, а потім перейшли на лсужбу династій Ся та Шан. Втім ймовірно цей родовід було вигадано, коли представники роду захопили владу в Китаї, ставши імператорами.
Представники цього роду належали до стану професійних військових. Перша письмова згадка припадає на кінець IX ст. до н. е. На той час рід звався Чен. Його представник Чен Босюфу допоміг імператору Сюань-вану з династії Чжоу, приборкати місцевих князів. Натомість він отримав посаду сягуань-сима (чиновник з військових справ). Його нащадки прийняли прізвище Сима. Під час Східної Чжоу клан Сима розділився і мігрував до князівств Вей, Чжао та Цінь.
Першим відомим Сима з царства Чжао був Сима Куай, що діяв наприкінці IV ст. до н. е. Онук останнього Сима Сянь 222 року до н. е. після пооразки Чжао у війні проти царства Цінь разом зі своїм сином Сима Аном перейшов на службу до імператора Цінь Шихуанді.
Першим відомим Сима з Цінь був Сима Чжі, відомий звитягою у битві 260 року до н. е. між Цінь і Чжао. Його резиденція розташовувалася в сучасні провінції Шаньсі. Нащадки Сима Чжі надалі поступово стали обіймати цивільні посади. Значним сановником був Сима Удзе, син і онук якого знані як історики й науковці — Сима Тань і Сима Цянь.

### Ванство
З занепадом імперії Цін у 206 році до н. е. Сима Ан діяв спільно з Сян Юєм, після поділу останнім підвладних земель на 18 князівств отримав у володіння Інь (територія сучасних північної Хенань і південної Хебей). Ймовірно це було пов'язано з тим, що тут знаходилися родинні маєтності роду ще з часів Чжао.
Невдовзі Сима Ан прийняв титул вана. За цим повстав проти Сян Юя, але зазнав поразки й вимушений підкоритися. Надалі брав участь у війні останнього проти Лю Бана, вана Хань. Після поразки Сюн Юя 205 року до н. е. підкорився Лю Бану. Частину володінь (північ сучасної Хенань) Сима Ана було перетворено на командирство Хеней («Всередині Хуанхе») з резиденцією в Сяоцзинлі (як частина провінції Сі).

### На службіХань
Наступники Сима Ана керували командирством Хеней фактично спадково, водночас обіймаючи посаду чжучжена (генерала 2-го рангу). Після загибелі близько 120 року в правління імператора Лю Ху (Ань-ді) Сима Цзюня внаслідок інтриг рід втратив керування командирством Хеней. Наступні представники роду Сима Лян і Сима Цзюнь-молодший (113—197) обіймали посади очільників командирств Юйчжоу (провінція Ян) і Інчуань (провінція Юй). Разом з тим власні маєтності роду Сима залишилися в повіті Цзябао (温縣) сянь (графства) Вень провінції Сі.
Стрімке піднесення почалося завдяки Сима Фану, синові СимаЦзюня-молодшого, в умовах занепаду династії Східна Хань. Він знову отримав командирство Хеней, а наприкінці життя дослуживс ядо посади цідувей (одного з очільників імператорської кінноти). Подальшому посиленню сприяла діяльність синів останнього, відомих як «Вісім братів Да Сима». Вони виступили проти заколоту Дун Чжо, що поклав край існуванню Хань. Невдовзі перейшли на службу Цао Цао.

### На службіВей
Очільником роду вважався старший з братів — Сима Лан, який десь на початку 190-х років переніс родовий дім до повіту Ліян в сянь (графства) Вень провінції Сі. Втім найбільшого успіху серед братів здобу Сима І, що служив практично усім правителям царства Вей. За часів Цао Жуя стає одним з провідних військовиків (фуцзюнь да цзянцзюнь), а потім членом регентської ради при імператорі Цао Фана. 249 року зумів усунути голову регентської ради Цао Шуана, стрийка останнього, перебравши фактичну владу в державі.
Після смерті Сима І 251 року за безсилих імператорів з роду Цао у країні послідовно правили два його сини — Ші і Чжао у 251—255 і 255—265 роках відповідно. Син останнього Сима Янь у 265 році після смерті батька зайняв його посади та становище у державі, втім вже у 266 році скинув імператора з династії Вей й оголосив про створення свої династії Цзінь.

## Імператори
Відомі 15 імператорів з роду Сима, що керували імперією Цзінь. Після 315 року контролював лише східну частину. Останній з ник — Сима Девен — був повалений Лю Юєм, отримавши титул князя Лан'є. Втім 420 року колишній імператор та усі представники чоловічої статі роду були знищені Лю Юєм. Останньою в роду вважається принцеса Маоїн, донька Сима Девена і дружина імператора Лю Їфу, яка померла 439 року.